# جوزيف بو نصار
جوزيف بو نصار ممثل ومؤدي صوت لبناني.

## عن حياته
له العديد من المشاركات في المسلسلات والسينما والدوبلاج . متزوج من الشاعرة ندى الحاج

## أعماله

### في المسلسلات
- و أشرقت الشمس
- تاج
- الشحرورة
- ابني
- الينابيع
- الليلة الاخيرة
- نضال
- حواء في التاريخ
- ابنتي
- الهيبة الحصاد
- بردانة أنا
- العائدة 1
- العائدة 2
- النحات

### في الأفلام
- دخان بلا نار
- بطل من الجنوب (عزيز عينى)
- West Beirut

### في الدوبلاج
- إم آي هاي

## روابط خارجية
- جوزيف بو نصار على موقع IMDb (الإنجليزية)
- جوزيف بو نصار على موقع قاعدة بيانات الأفلام العربية
- جوزيف بو نصار على موقع قاعدة بيانات الفيلم (الإنجليزية)